# SUMMIT
SUMMIT（サミット）は、日本のヒップホップ・レーベル。

## 概要
ファイルレコードでA&Rを担当していた増田岳哉により2011年に設立。社名は「小さくても自分なりの山みたいなのができたらいい」との増田の考えに由来する。PUNPEE、SIMI LAB、THE OTOGIBANASHI'Sなどのほか、過去にはRAU DEFやQNの音源もリリースしている。

## 沿革
- CLUB HARLEMとSUMMITが初の合同イベントとなる『CLUB HARLEM & SUMMIT, Inc. Presents. “UNSUNG HEROES”』を有料ライブ配信した。[3][4]
- 2017年6月21日にSUMMIT名義でポッセカット『Theme Songs』がシングルとしてリリースし、SMMIT公式YouTubeチャンネルでMVを公開。翌月26日に12インチシングルレコードを発売した。[5][6][7]
- 2020年12月31日に SPACE SHOWER 公式LINEアカウントとSUMMIT公式YouTubeチャンネルで年末特番『“AVALANCHE’10” 〜あんじょうやっとります。カウントダウンSP』を生配信した。[8][9]
- フジロックフェスティバル '21のRED MARQUEEステージにSUMMIT名義で出演した。[10]

## 所属アーティスト
- PSG
- PUNPEE
- MARIA
- VaVa
- BIM
- YY
- C.O.S.A.
- C.O.S.A. x KID FRESINO
- DyyPRIDE
- Hi'Spec
- in-d
- J.T.F.
- JUBEE
- OMSB
- THE OTOGIBANASHI'S
- SIMI LAB
- SUMMIT
- TWINKLE+

（）

## ディスコグラフィ
| タイトル    | リリース      | 規格品番  |        |
| ----------- | ------------- | --------- | ------ |
| Theme Songs | 2017年6月21日 | XQMV-4001 | [ 12 ] |

## MV
| タイトル    | 公開日        | 監督 / Directed |        |
| ----------- | ------------- | --------------- | ------ |
| Theme Songs | 2017年6月21日 | Heiyuu          | [ 13 ] |